# 無窮会
座標: 北緯35度33分34秒 東経139度27分45秒 / 北緯35.55944度 東経139.46250度
公益財団法人無窮会（むきゅうかい）は、無窮会専門図書館及び東洋文化研究所を運営する組織。大正4年、井上頼圀旧蔵書を基に創立され、東洋古典籍の所蔵、東洋文化の研究を行う。

## 歴史

### 創立
明治末年頃、平沼騏一郎、織田小覚、河村善益、秋月左都夫、土岐僙、早川千吉郎、北条時敬がしばしば東京府豊多摩郡大久保町大字西大久保の平沼邸に会し、「欧米物質文明の移入」による「智識偏重の弊」、「軽佻の風、浮華の俗」からの「匡救の策」を話し合っていたことに始まる。その後、「古典の闡明」「皇道の宣揚」のため、毎週林泰輔を招いて『大学衍義補』講読を行うようになった。大正3年（1914年）、国学者井上頼圀が死去した際、その蔵書の散佚を恐れ、大正4年（1915年）4月無窮会を創設し、これを購入したのが同会の始まりである。12月、早川邸において、秋月左都夫が会長、早川千吉郎が会計監督、織田小覚が調査主任、検事総長で多忙の平沼騏一郎が相談役に任命された。大正5年（1916年）7月、平沼邸の傍らに会館、書庫が完成し、購入書は「神習文庫」と命名された。
また、調査員3名が任命され、清水正健が「帝代考説」2巻、「皇族世表」5巻後編1巻、「皇族考証」5巻後編1巻、「上代私法」1班、「荘保考証」44冊、「公文編年録」150冊を編纂、堀維孝が神習文庫分類目次、当時社会思潮取調を行い、加藤虎之亮が「支那の貴族教育」、「支那の爵制」、「書経二典講義」、「春秋内外伝に見はれたる節義及事例」、「帝王学」等を手がけた。また、毎週林泰輔が『周礼』、三宅少太郎が『詩経』、『下学邇言』を講じ、織田小覚が『近思録』の輪講を行ったが、3年後に自然消滅した。
大正10年（1921年）5月、大隈重信を初代会長とする外郭的学術団体、東洋文化学会が設立され、漢学専攻の六年制の専門学校を国費で創設する運動を展開、大東文化学院創設の礎となった。月刊機関誌『東洋文化』も創刊した。

### 財団法人化
大正13年（1924年）、平沼邸と書庫の間の前田侯爵家所有の土地182坪を買い取り、大正14年（1925）2月13日文部大臣に財団法人認可を受け、21日登記し、4月末に新書庫が竣工した。設立当初の役員は、理事会長は平沼騏一郎、理事は秋月左都夫、二木謙三、加藤敬三郎、樺山資英、監事は中川友次郎、小倉正恒、中川小十郎。
昭和15年（1940年）1月、東洋文化研究所が設立され、研究所1棟、新書庫が完成した。昭和18年（1943年）、東洋文化学会を合併した。『東洋文化』は昭和20年（1945年）7月1日発行の第234号で休刊した。

### 戦後
昭和20年（1945年）の東京大空襲において、建物は2棟の新築部分を残して全焼した。日本の降伏の日の8月15日早朝、宮城事件で平沼邸が襲撃された際、平沼騏一郎は渡り廊下を通って無窮会の建物に避難し、難を逃れた。戦後は財政難のため、国立国会図書館、明治神宮、國學院大学、早稲田大学、慶應義塾大学、大東文化大学、米国財団等に対し、蔵書売却や共同経営も模索したが、昭和30年（1955年）からの小倉正恒後援会の活動で700万円が集まり、単独での財政安定化が果たされた。
昭和36年（1961年）12月、『東洋文化』が年3回刊として復刊し、後に春秋2回となった。昭和39年（1964年）、新宿区西久保一丁目429番地の創立地を離れての施設の新築が決定し、昭和41年（1966年）12月10日、町田市玉川学園8丁目6-13に移転した。
平成24年（2012年）4月1日、内閣府公益認定等委員会によって公益財団法人に認定された。平成30年（2018年）12月2日、新宿区の現在地に主たる事務所を移転した。

## 歴代代表
1. 会長 秋月左都夫（1915年 - 1924年）
2. 会長 平沼騏一郎（1924年 - 1945年）
3. 代表理事 清水澄（1945年 - 1947年）
4. 代表理事 川田瑞穂（1947年 - 1951年）
5. 理事長 加藤虎之亮（1951年 - 1957年）
6. 理事長 小倉正恆（1957年 - 1960年）
7. 理事長 平沼恭四郎（1960年 - 1991年）
8. 理事長 筧正夫（1991年 - 2004年）
9. 理事長 平沼赳夫（2004年 - 2017年）
10. 理事長 頭山興助（2017年 - 2018年）
11. 理事長 小澤治夫（2018年 - 2020年）
12. 理事長 井上義久（2020年 - ）

## 蔵書
神習（かんならい）文庫
国学者井上頼圀旧蔵書約3万5千冊、土岐僙寄託書、真軒文庫を除く1935年までの収集書。62,041冊。
真軒文庫
1929年に購入した三宅少太郎旧蔵書。40,495冊。
織田文庫
元調査主任織田小覚旧蔵書。28,640冊。
平沼第一文庫（槃山文庫）
平沼騏一郎が収集した川合孝太郎旧蔵書。20,459冊。
平沼第二文庫
平沼騏一郎が収集した牧野謙次郎、松平康国、吉田増蔵、内田遠湖、渡辺刀水、上野不先斎旧蔵書等で、依田学海の『学海叢書』273冊が含まれる。32,309冊。
天淵文庫
元研究所長加藤虎之亮旧蔵書。17,020冊。
鎌田文庫
元評議員鎌田義勝旧蔵書。7,736冊。
これ以外に、松本洪、戸村朋敏、吉田増蔵、森銑三、市川任三、清水正健、山崎道夫、俣野太郎、重野成斎、清田清寄託・遺贈書、平沼騏一郎、平沼淑郎の図書、文書で未整理のものがある。 